# Bruce Diporedjo
Bruce Diporedjo (Paramaribo, 28 juli 1993) is een Surinaams voetballer. Hij speelt als middenvelder voor clubs in de SVB Hoofdklasse en in het Surinaamse voetbalelftal.

## Carrière
Bruce Diporedjo voetbalt sinds 2009 op topniveau, aanvankelijk van 2009 tot 2010 bij SV Robinhood. Daarnaast speelde hij in de Eerste Klasse van het futsal bij de club North United. Hij speelde in het seizoen 2014-2015 voor Inter Moengotapoe uit Moengo en van 2015 tot 2019 voor SV Walking Boyz Company uit Paramaribo. Sinds 2019 speelt hij voor SV Notch uit Moengo.
Hij kwam in 2012 vijf wedstrijden uit voor het Surinaamse voetbalelftal U-18. Daarna werd hij opgenomen in bij de nationale selectie (Natio), waarin hij onder meer in 2015 tweemaal uitkwam tegen Nicaragua en eenmaal tegen Guyana. In 2016 speelde hij opnieuw tegen Guyana, in 2017 tweemaal tegen Trinidad en Tobago en in 2018 tegen Dominica. Eveneens in 2018 was hij met Natio voor drie trainingswedstrijden tegen profclubs in Nederland.